# Saint-André-sur-Cailly
Saint-André-sur-Cailly är en kommun i departementet Seine-Maritime i regionen Normandie i norra Frankrike. Kommunen ligger i kantonen Clères som tillhör arrondissementet Rouen. År 2022 hade Saint-André-sur-Cailly 805 invånare.

## Befolkningsutveckling
Antalet invånare i kommunen Saint-André-sur-Cailly
| Referens: INSEE |